# SN 1006
SN 1006 је била супернова, која је била видљива са Земље почетком 1006. године; Земља је била око 7.200 светлосних година удаљена од супернове. То је био по привидној магнитуди најблиставији звездани догађај у забележеној историји, достигавши процењену вредност од −7,5. Прво је виђена између 30. априла и 1. маја те године у сазвежђу Вук, а описали су је посматрачи из Кине, Египта, Ирака, Јапана, Швајцарске, а можда и из Северне Америке.